# 米哈伊利夫卡 (多布羅韋利奇基夫卡市鎮)
48°14′0″N 31°8′17″E / 48.23333°N 31.13806°E
米哈伊利夫卡（羅馬化：Mykhailivka）是烏克蘭中部基洛夫格勒州新烏克蘭卡區多布羅韋利奇基夫卡市鎮的村莊，始建於1870年，面積0.92平方公里，海拔高度136米，2001年人口94，人口密度每平方公里101.7人。